# Acinocheirodon melanogramma
Acinocheirodon melanogramma är en fiskart som beskrevs av Luiz R. Malabarba och Weitzman, 1999. Acinocheirodon melanogramma ingår i släktet Acinocheirodon och familjen Characidae. Inga underarter finns listade i Catalogue of Life.